# دجيباريكي-خايا
دزهيباريكي-كايا (بالروسية: Джебарики-Хая) هي مدينة في جمهورية ياقوتيا في روسيا.
يبلغ عدد سكانها حوالي 1934 نسمة.

## التاريخ
مُنحت حالة التسوية الحضرية لها في عام 1974